# Nechyba (Zbizuby)
Nechyba (německy Nechyba) je osada, část obce Zbizuby v okrese Kutná Hora. Nachází se asi jeden kilometry severně od Zbizub. Nechyba leží v katastrálním území Zbizuby o výměře 6,46 km².

## Historie
První písemná zmínka o vesnici pochází z roku 1720.